# Sektion Mainz des Deutschen Alpenvereins
Die Sektion Mainz des Deutschen Alpenvereins e. V. (kurz DAV Sektion Mainz) ist eine Sektion des Deutschen Alpenvereins mit Sitz in Mainz. Die Sektion Mainz wurde am 19. März 1883 gegründet, sie ist somit eine der älteren und mit 9.015 Mitgliedern (Stand 31. Dezember 2024) eine der größeren Sektionen des Deutschen Alpenvereins und nach dem 1. FSV Mainz 05 der zweitgrößte Sportverein in Mainz.

## Geschichte
Am 7. Dezember 1882 wurde die Gründung einer Sektion in Mainz beschlossen. Die offizielle Gründung erfolgte am 19. März 1883 als „Section Mainz des Deutschen und Oesterreichischen Alpenvereins“. Die Sektion gilt als eine der Gründungsmitglieder des Deutschen Alpenvereins.
Die Sektion kümmert sich um den Mainzer Höhenweg in den Ötztaler Alpen mit dem Rheinland-Pfalz-Biwak auf 3247 m ü. A., die Kaunergrathütte in den Pitztaler Alpen auf 2817 m ü. A., und den Franz-Auer-Steig.
Um die Stadt Mainz herum wurde der kleine Mainzer Höhenweg als Wanderweg angelegt. In der Heimatstadt befindet sich im Stadtteil Mombach das DAV-Kletterzentrum Kletterkiste. Bei Trechtingshausen im Morgenbachtal befindet sich das heimatliche Klettergebiet.

## Mitgliederzahlen
Die Entwicklung der Mitgliederzahlen der letzten Jahre.
| Jahr | Mitglieder |
| ---- | ---------- |
| 1984 | 1966       |
| 1985 | 1922       |
| 1986 | 1919       |
| 1987 | 1985       |
| 1988 | 1991       |
| 1989 | 2019       |
| 1990 | 2066       |
| 1991 | 2145       |
| 1992 | 2203       |
| 1993 | 2331       |

| Jahr | Mitglieder |
| ---- | ---------- |
| 1994 | 2359       |
| 1995 | 2417       |
| 1996 | 2470       |
| 1997 | 2481       |
| 1998 | 2440       |
| 1999 | 2514       |
| 2000 | 2468       |
| 2001 | 2529       |
| 2002 | 2558       |
| 2003 | 2726       |

| Jahr | Mitglieder |
| ---- | ---------- |
| 2004 | 2805       |
| 2005 | 2975       |
| 2006 | 3350       |
| 2007 | 3724       |
| 2019 | 7638       |
| 2020 | 7888       |
| 2021 | 8002       |

## Sektionsnamen seit Gründung
| Seit       | Sektionsname                                                                              |
| ---------- | ----------------------------------------------------------------------------------------- |
| 19.03.1883 | Section Mainz des Deutschen und Oesterreichischen Alpenvereins                            |
| 27.03.1901 | Sektion Mainz des Deutschen und Österreichischen Alpenvereins Mainz                       |
| 07.04.1927 | Alpenvereinssektion Mainz eingetragener Verein                                            |
| 29.03.1935 | Sektion Mainz des Deutschen und Österreichischen Alpenvereins Mainz, eingetragener Verein |
| 25.02.1944 | Deutscher Alpenverein Zweig Mainz                                                         |
| 06.09.1950 | Alpenverein Mainz                                                                         |
| 29.04.1952 | Sektion Mainz des Deutschen Alpenvereins (D.A.V.)                                         |
| 22.07.1968 | Deutscher Alpenverein Sektion Mainz e. V.                                                 |

## Sektionsvorsitzende
Eine chronologische Übersicht über alle Vorsitzenden 1 der Sektion seit Gründung.
| Amtszeit  | Vorsitzender 1       |
| --------- | -------------------- |
| 1882–1901 | Ferdinand Vohsen 1 2 |
| 1901–1905 | Alexander Hammesfahr |
| 1901–1906 | Rudolf Busch         |
| 1901–1907 | Thomas Falk          |
| 1901–1908 | Karl Willms          |
| 1901–1910 | Peter Eichhorn       |
| 1901–1911 | Wilhelm Kepplinger   |
| 1901–1913 | Friedrich Carlebach  |
| 1901–1917 | Ferdinand Vohsen 2   |
| 1901–1917 | Robert Braden        |
| 1901–1917 | Adam Allendorf       |
| 1901–1918 | Franz Gill 1 2       |
| 1901–1923 | Karl Theyer          |
| 1905–1908 | Heinrich Sohn        |
| 1906–1915 | Balduin Traut        |
| 1907–1909 | Jakob Völker 1 2     |
| 1907–1933 | Adolf Guttmann       |
| 1907–1917 | Anton Player         |
| 1908–1910 | Johann Goldmann      |
| 1908–1917 | Fritz Causé          |

| Amtszeit  | Vorsitzender 1      |
| --------- | ------------------- |
| 1908–1917 | E. Kramer           |
| 1909–1917 | Josef Cordnonnier   |
| 1909–1921 | Jan Kalkhof         |
| 1910–1923 | Francis Mitterbauer |
| 1911–1917 | Bernhard Kalkhof    |
| 1913–1917 | A. Hofmann          |
| 1915–1917 | Hans Collischon     |
| 1918–1921 | Carl Blaesi         |
| 1921–1927 | Eugen Meyer         |
| 1921–1933 | Franz Gill 2        |
| 1923–1935 | Josef Metzger       |
| 1923–1935 | Wilhelm Fuchs       |
| 1923–1944 | Jakob Völker 2      |
| 1927–1933 | Anton Lang          |
| 1933–1935 | Alexander Sternberg |
| 1933–1935 | Franz Meunier       |
| 1933–1944 | Fritz Gassner       |
| 1935–1950 | Oskar Henne         |
| 1944–1950 | Jakob Klippel       |
| 1944–1950 | Phillip Seitz       |

| Amtszeit  | Vorsitzender 1     |
| --------- | ------------------ |
| 1949–1958 | Eugen Schneider    |
| 1958–1964 | Peter Emmermann    |
| 1964–1966 | Günther Behren     |
| 1966–1971 | Rolf Ullmann       |
| 1971–1982 | Heiner Geißler     |
| 1982–1986 | Hermann Kohl       |
| 1986–1999 | Heinrich Gollong † |
| 1999–2000 | Rudi Kramper       |
| 2000–2004 | Philipp Albert     |
| 2004–2007 | Karl-Hans Gürlet   |
| 2007–2018 | Rolf Lennartz      |
| 2018–2023 | Peter Hirsch       |
| 2023–     | Sonja Haug         |

Anmerkungen:

## Hütten der Sektion
- Kaunergrathütte auf 2817 m ü. A. in den Ötztaler Alpen
- Rheinland-Pfalz-Biwak auf  3247 m ü. A. in den Ötztaler Alpen

### Ehemalige Hütte
- Mainzer Hütte auf 2269 m ü. A. in der Glocknergruppe, heute als „Schwarzenberghütte“ im Besitz des Österreichischen Gebirgsvereins, einer Sektion des ÖAV

## Höhenwege
- Franz-Auer-Steig
- Kleiner Mainzer Höhenweg
- Mainzer Höhenweg

## Kletterzentrum
- DAV Kletterzentrum Mainz in Mainz-Mombach[7]

## Bekannte Mitglieder
- Heiner Geißler (1930–2017), ehemaliger Sektionvorsitzender (1971 bis 1982)